# Mihály Csíkszentmihályi

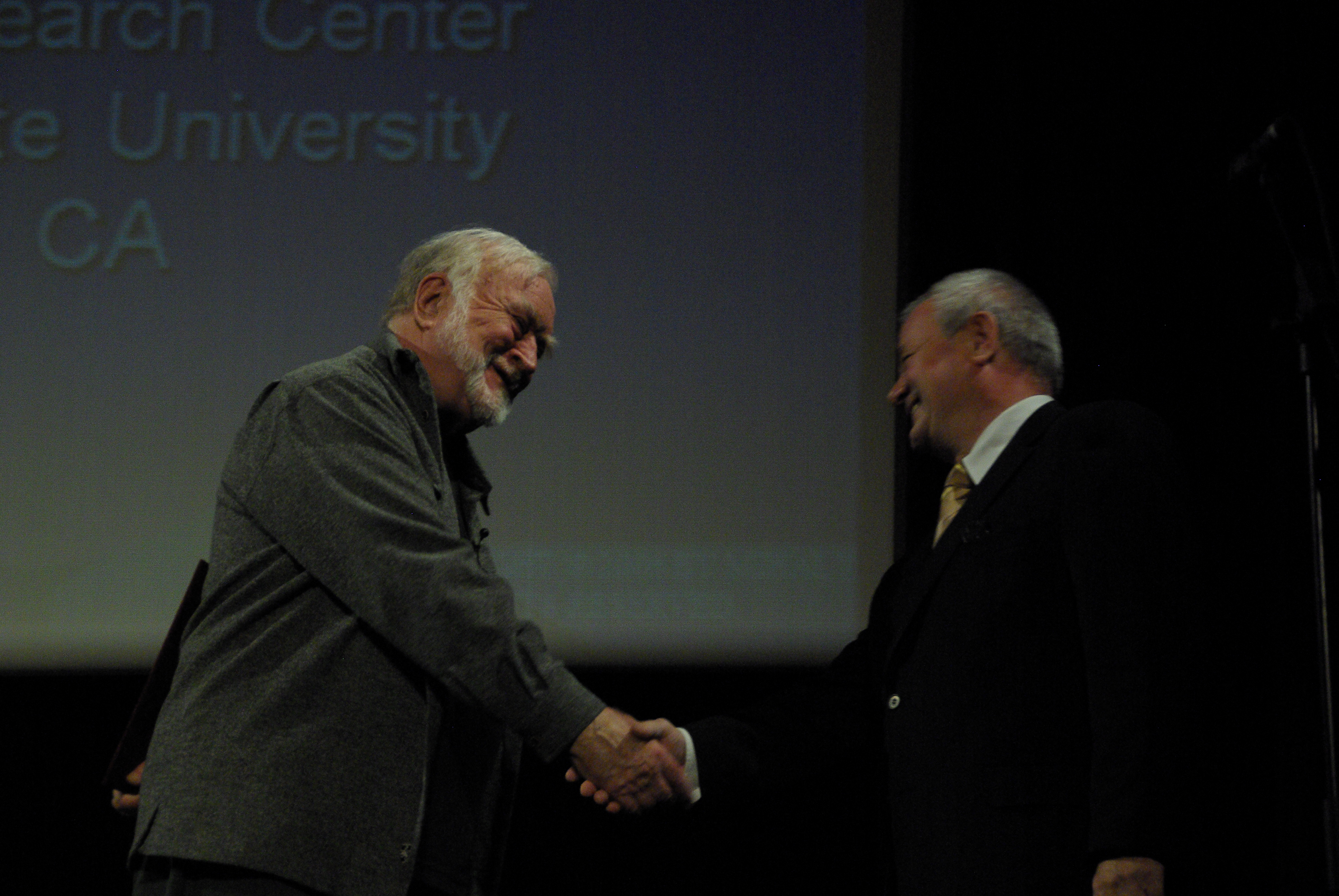
Csíszentmihályi en Attila Oláh in 2009

Mihály Csíkszentmihályi (Fiume, 29 september 1934 – Claremont (Californië), 20 oktober 2021) was een Amerikaans-Hongaars psycholoog, vooral bekend als degene die het begrip flow introduceerde. Flow is een toestand die je bereikt als je iets met hart en ziel doet. Csíkszentmihályi is, samen met Martin Seligman, een van de grondleggers van de positieve psychologie. Zijn meest succesvolle boek is Flow: The psychology of optimal experience, dat in 1990 uitkwam en werd vertaald als Creativiteit: Flow en de psychologie van de ontdekking. Csíkszentmihályi was hoogleraar en hoofd van de psychologie-faculteit van de universiteit van Chicago. 
De voornaam Mihály wordt uitgesproken als "mi haai" en de achternaam Csíkszentmihályi als "tsjiek sent mi haai ji".

## De wortels van het menselijk geluk
Mihály Csíkszentmihályi werd geboren in de stad Fiume, tegenwoordig Rijeka geheten, gelegen in het toenmalige koninkrijk van Italië. Hij groeide op tijdens de Tweede Wereldoorlog en zijn familie bracht een groot deel door in de schuilkelders. Als kind zag hij hoe diep deze tragedie haar sporen bij de volwassenen had getrokken. Pas jaren later, zodra ze werk hadden gevonden en hun veiligheid gegarandeerd was, waren zij in staat om weer een min of meer normaal, tevreden leven te leiden.
In zijn tienerjaren verdiepte Csíkszentmihályi zich in de filosofie en de kunst, zonder verder te weten hoe zijn toekomstige werk eruit zou zien. Toen hij een keer op vakantie was in Zürich, zag hij de aankondiging van een lezing: een hem onbekende spreker zou vertellen over vliegende schotels. Tijdens de lezing bleek al snel dat de man ufo's als een symbool beschouwde van de verbeelding van de psyche van door de oorlog getraumatiseerde Europeanen. Pas later hoorde hij dat hij geluisterd had naar de wereldvermaarde psychiater en psycholoog Carl Gustav Jung. Achteraf ziet Csíkszentmihályi deze gebeurtenis als het begin van zijn zoektocht naar de wortels van het menselijk geluk.

## Privéleven
Csíkszentmihályi overleed op 20 oktober 2021 op 87-jarige leeftijd.